# Collège Victor-Hugo (Colmar)
Le collège Victor-Hugo est un établissement public local d'enseignement en centre-ville de Colmar, dans le département français du Haut-Rhin.

## Élèves et renseignements
Le collège Victor-Hugo de Colmar accueille 525 élèves en 2025 de la 6e à la 3e. Il a plusieurs spécificités  dont les classes à horaires aménagés musique (CHAM) ouvertes en partenariat avec la Maîtrise de Colmar et le Conservatoire de Musique, deux classes ULIS (unité localisée pour l'inclusion scolaire) dispensant un enseignement adapté favorable à la réalisation de projets personnalisés de scolarisation (PPS) pour des élèves en situation de handicap.

## Localisation
Le collège est situé 2, rue des écoles à Colmar, dans le périmètre de protection du site patrimonial remarquable. C'est à cet emplacement qu'un hôpital a été construit en 1255 et détruit en 1604 pour la construction d'un gymnase protestant.

## Histoire et environnement
Le collège est situé dans le centre historique de la ville de Colmar, qui bénéficie du statut de Site Patrimonial Remarquable,.
D’après le plan du site patrimonial remarquable, les bâtiments du collège ne peuvent pas être démolis, enlevés, modifiés ou altérés et les cours sont des espaces libres non constructibles (cour Saint-Jean et cour Lamartine) ou un jardin qui ne peut être supprimé ou altéré (cour Victor Hugo).
Dans la rue Saint-Jean, la maison Saint-Jean (XVIIe siècle), voisine du collège, est protégée au titre des monuments historiques pour ses façades et toitures : une galerie d’arcades cintrées sur deux étages est surmontée d’une balustrade en pierre, et relie entre eux deux bâtiments, ouvrant d’un côté sur la rue et de l’autre sur la cour intérieure. La maison est appelée aussi maison des chevaliers de Saint-Jean, mais sans fondement.
Au Moyen Âge et à la Renaissance, l’emplacement du collège Victor Hugo était occupé par un hôpital attesté depuis le XIIIe s. : il était situé à mi-chemin de deux anciennes cours domaniales, à l’angle de la rue Saint-Jean et de la rue des Écoles. Il était réservé aux Bourgeois de la ville.

Ce premier hôpital colmarien fut détruit en 1604 et un gymnase protestant, c’est-à-dire un établissement d’études secondaires, le remplaça.

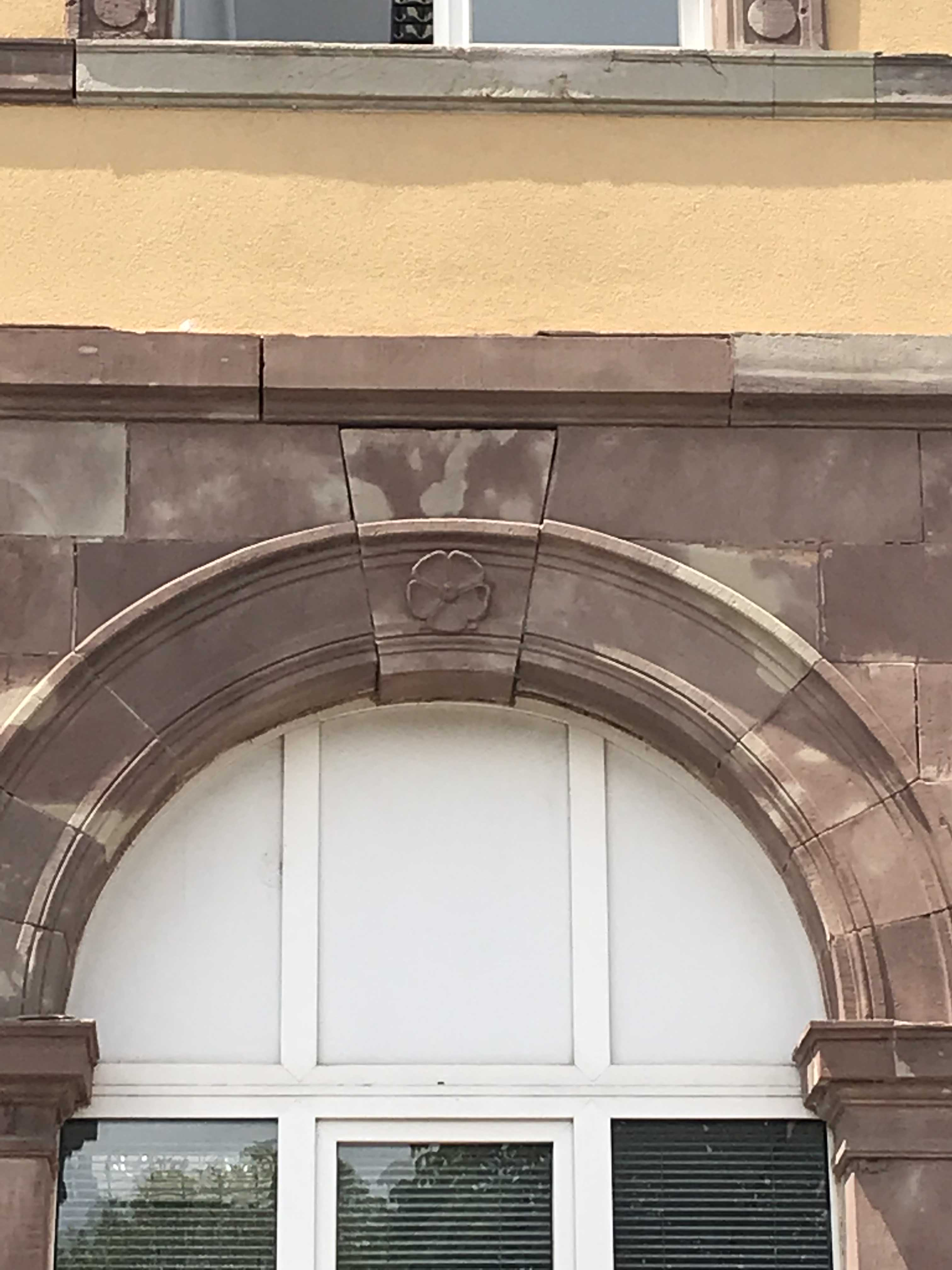
Symbole protestant.

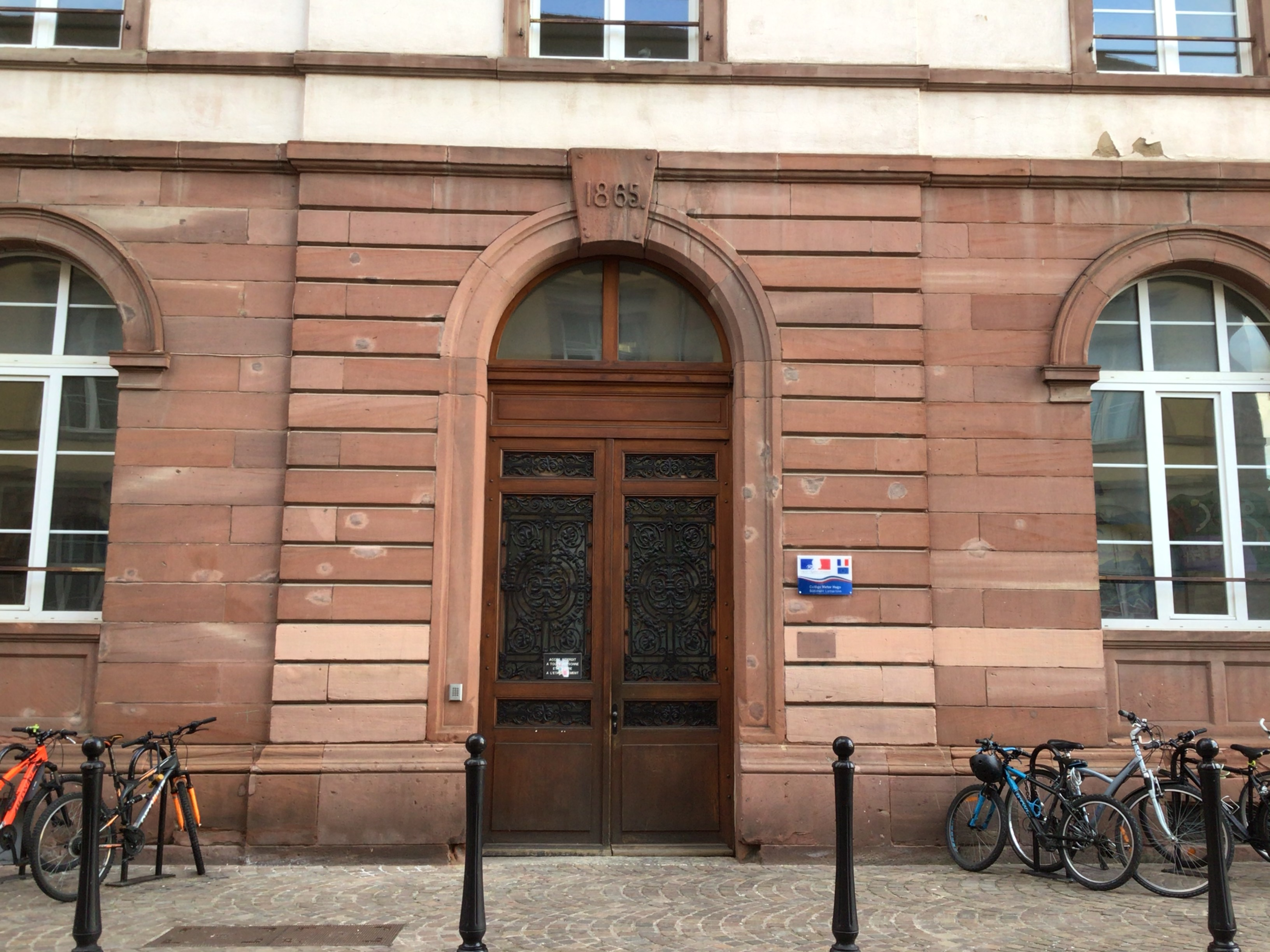
Porte d'entrée bâtiment Lamartine

Au début des années 1860, l'actuelle rue des écoles est créée. Entre 1862 et 1865, deux écoles de garçons sont créées : l'école catholique dans le bâtiment de l'actuel collège, et l'école protestante dans le bâtiment Lamartine qui lui fait face. En 1920, l'école primaire de garçons remplace les deux écoles primaires confessionnelles et prend le nom de l'écrivain et poète Victor Hugo.
Entre autres professeurs, il faut noter le passage de M Alfred WETZEL (né à Zoufftgen en 1885 et décédé à Paris 1979) comme professeur de lettres entre les années 1918 à 1920.
En 1945, un collège de garçons, comprenant les classes allant de la sixième à la Terminale remplace les écoles primaires.
En 1965, l'établissement prend le nom « Collège d'enseignement secondaire d'État mixte Victor Hugo ». À partir de 1978, le collège prend le nom de « Collège Victor Hugo »,.
Des roses à cinq pétales ornent les encadrements de grès rose des fenêtres en plein cintre du rez-de-chaussée du bâtiment Victor Hugo. Elles pourraient renvoyer aux Marianistes qui auraient tenu des « écoles catholiques des garçons » dans le bâtiment entre 1865 et 1874, en face des « écoles protestantes des garçons » à l'emplacement de l'actuel bâtiment Lamartine.
Le blason de la ville de Colmar est sculpté au-dessus de la porte principale du bâtiment Victor Hugo et au-dessus de la porte du bâtiment Lamartine donnant sur la rue des Vignerons, face au Marché couvert.
La date 1865 est sculptée au-dessus de la porte d’entrée du bâtiment Lamartine, rue des Écoles.

## Locaux

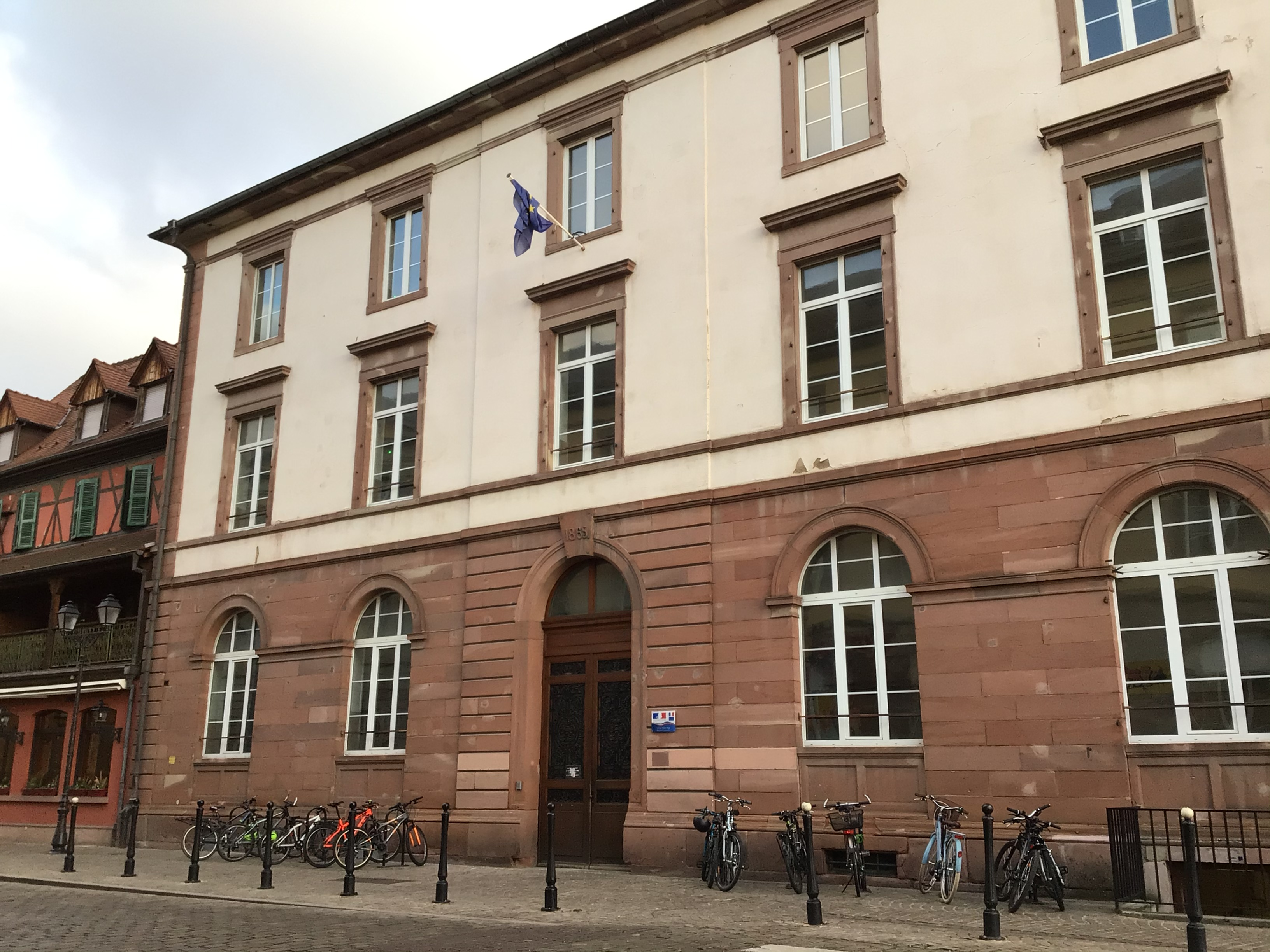
Bâtiment Lamartine

Le collège est composé d’un bâtiment principal et d’un bâtiment annexe appelé bâtiment Lamartine : les deux bâtiments se font face de part et d’autre de la rue des Écoles. La façade du bâtiment principal est de style néoclassique. Le bâtiment annexe est d’architecture presque identique avec cependant des façades moins longues.
La grande salle des Feuillantines permet de multiples actions ouvertes sur le monde telles des expositions, des rencontres, des débats, des formations et des réunions. Elle porte le nom d’un poème de Victor Hugo, « Aux Feuillantines » extrait du recueil de poésie Les Contemplations, qui évoque l’enfance heureuse et le plaisir de la lecture.